# Malcolm Wilson
Pour les articles homonymes, voir Wilson et Malcolm Wilson (homonymie).
Malcolm Wilson, né le 17 février 1956 à Cockermouth, est un ancien pilote de rallye britannique.
Il est le père de l'actuel pilote de rallye Matthew Wilson.

## Biographie

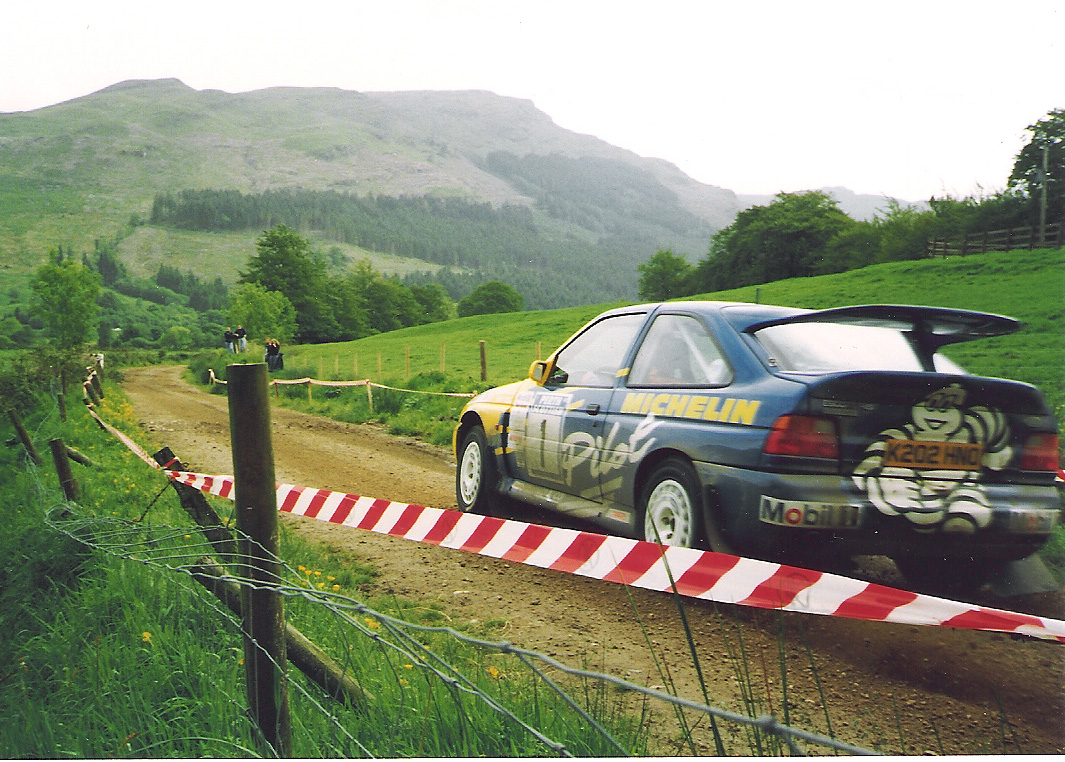
M. Wilson au rallye d'Écosse.

Il a participé à 42 épreuves du Championnat du monde des rallyes, à bord de véhicules MG, Vauxhall et Ford, MG Rover, et Vauxhall, entre 1977 et 1995, avec pour meilleurs résultats deux 3e places, au rallye de Nouvelle-Zélande en 1989, sur Vauxhall Astra GTE, et au RAC Rally en 1993, sur Ford Escort RS Cosworth.
Terry Harryman (navigateur de Ari Vatanen) a été son copilote en 1981, et Nicky Grist de 1990 à 1991.
Après sa carrière de pilote, il décide de créer son équipe (M-Sport) et devient manager du Ford World Rally Team en 1998. M-Sport est basée dans le comté de Cumbria en Angleterre.
Sous sa direction, M-Sport (anciennement Malcolm Wilson Motorsport) est devenue une des plus grandes équipes privées. Celle-ci a réussi à remporter des rallyes ainsi que des titres au niveau mondial. À l'heure actuelle, M-Sport emploie plus de 170 personnes. 
L'équipe M-Sport est notamment connue pour avoir remporté le titre constructeur en WRC en 2006 et 2007, chose qui n'était pas arrivée à Ford depuis 1979.
En 2008, il participe lui aussi au Colin McRae Forest Stages.
En 2009, Malcolm Wilson devient Officier de l'Ordre de l'Empire Britannique.

## Palmarès

### Titres
- Champion d'Angleterre des rallyes (BRC): 1994 (copilote Bryan Thomas, sur Ford Escort RS Cosworth);
  - Vice-champion d'Angleterre des rallyes: 1985.

### 3 victoires en ERC
- Rallye d'Écosse, en 1985 (sur Audi Quattro), et 1994;
- Rallye de l’île de Man, en 1994;

### 8 victoires en BRC
- Rallye Breakdown: 1985;
- Rallye du Pays de Galles: 1985;
- Rallye d'Écosse: 1985 et 1994;
- Rallye d'Ulster: 1993 et 1994;
- Rallye Pirelli: 1994;
- Rallye de l’île de Man: 1994;

### Victoires diverses
- Rallye Audi Sport: 1984 (épreuve organisée par le Royal Automobile Club)[2].
- BTRDA Forest Rally (Malcolm Wilson Rally): 2003;
- Rallye Roger Albert Clark Historique (RAC Rally Historic): 2008.

## Récompenses
- National Rally Driver of the Year (Autosport): 1988 et 1994